# Francisco Gascón
Francisco Gascón, también como Gascó, (fl. 1737-1757), natural de Aliaga, fue un compositor y maestro de capilla español.

## Vida
Es muy poco lo que se sabe de la vida de Francisco Gascón. Se sabe que tenía un hermano llamado Tadeo, pero en cambio se desconoce su relación con Manuel Gascón, también natural de Aliaga y maestro de capilla de la Colegiata de Alcañiz.
En 1737 es mencionado como maestro de capilla de la Catedral de Barbastro. Y en 1752 se le sitúa como maestro de capilla de la Colegiata de Gandía.
Tras la jubilación del maestro José Pradas en 1757 por encontrarse muy enfermo, el cabildo de la Catedral de Valencia convocó unas oposiciones para cubrir la vacante al magisterio, a las que se presentaron:

[...] por cuanto mediante escritura que pasó ante mí a los 22 días del mes de febrero próximo pasado de este año, el dicho ilustre Cabildo, en atención a los accidentes habituales que padece Mn. Joseph Pradas, Pbro. y lo bien que ha servido en la presente Iglesia en el empleo de Maestro de Capilla de ella se le jubiló [...] comparecieron ante mí a firmar oposición: Mn. Pascual Fuentes, Pbro., Maestro de Capilla de la Iglesia Parroquial de San Andrés Apóstol de esta Ciudad, [...] Mn. Francisco Gascón, Pbro., Maestro de Capilla de la Iglesia Colegial de la Ciudad de Gandía, Mn. Manuel Narro, Pbro., Organista de la Iglesia Colegial de la Ciudad de San Felipe, Francisco Morera, Organista del Real Colegio del Sr. Patriarca de esta Ciudad.
Actas capitulares de la Catedral de Valencia, 8 de junio de 1757

Mosén Francisco Antonio Fuentes, Presbítero, Maestro de capilla y racionero de la catedral de Osma y natural de Tortosa; Mosén Francisco Gascó, Presbítero, maestro de capilla que fue de Barbastro y al presente de Gandía, natural de Aliaga, reino de Aragón; Mosén Manuel Narro, Presbítero, Organista de la Colegial de S. Felipe, natural de Valencia; Mosén Francisco Soler, presbítero, maestro de capilla de Reus y natural de Barcelona; Mosén Pascual Fuentes, maestro de capilla de S. Andrés, de esta ciudad, natural de Albayda; Antonio Molina, natural de Mosqueruela, reino de Aragón; y Francisco Morera, natural de la villa de S. Mateo.
Hallazgo de especies perdidas, Vicente Ripollés

Por las actas capitulares de la Catedral de Valencia se sabe que en 1757 Gascón todavía era maestro de capilla de la Colegiata de Gandía.